# Paul Leroy (tir à l'arc)
Pour les articles homonymes, voir Paul Leroy et Leroy.
Paul Leroy, né le 13 janvier 1884 à Bellot (Seine-et-Marne) et mort le 9 avril 1949 à Melun (Seine-et-Marne) est un archer français.

## Biographie
Paul Leroy participe aux épreuves de tir à l'arc aux Jeux olympiques d'été de 1920 à Anvers. Il remporte deux médailles d'argent en 33 mètres par équipe et en 50 mètres par équipes ainsi qu'une médaille de bronze en 28 mètres par équipe.